# Тэнди, Ричард
Ричард Тэнди (англ. Richard Tandy; 26 марта 1948, Бирмингем — 1 мая 2024) — британский музыкант, клавишник, мультиинструменталист. Участник Electric Light Orchestra.

## Биография
Тэнди родился 26 марта 1948 года в Бирмингеме и получил образование в школе Мозли, где познакомился с ударником Бивом Бивэном. В 1968 году Бивэн пригласил Тэнди для записи партии клавесина в песне «Blackberry Way» группы The Move. Разовое сотрудничество затянулось: Тэнди стал клавишником, а после травмы Тревора Бёртона — басистом. Тэнди покинул The Move после возвращения Бёртона и присоединился к The Uglys.
В 1970 году лидер The Move Карл Уэйн создаёт группу Electric Light Orchestra. В 1972 году Тэнди был басистом в первом живом составе Electric Light Orchestra, а позже становится постоянным клавишником группы. Параллельно он участвует в других проектах фронтмена ELO Джеффа Линна, среди которых саундтрек к фильму «Электрические грёзы» (1984) и сольный альбом Линна «Armchair Theatre» (1990).
В 1985 году Тэнди создал группу Tandy Morgan с участием ударника Дэйва Моргана и басиста Мартина Смита, которые оба работали с ELO на живых концертах. В 1985 году группа Тэнди Морган выпустила концептуальный альбом Earthrise. Ремастированная версия была выпущена на компакт-диске на лейбле Rock Legacy в 2011 году. Продолжение Earthrise с ранее неопубликованными треками было выпущено в виде сборника BC, содержащего один трек, написанный Тэнди: «Enola Sad».
Участвовал в кратковременном возрождении ELO в 2000—2001 годах. В 2014 году, когда Джефф Линн вновь возродил ELO, Ричард был единственным участником из оригинального состава помимо Линна, который участвовал в мировом турне в поддержку альбома «Alone In The Universe».

### Музыка
Клавишные Тэнди были неотъемлемой частью звука ELO и включали фортепиано, Minimoog, клавинет, Oberheim, электрическое пианино Wurlitzer, Mellotron, Yamaha CS-80, ARP 2600 и фисгармонию. Он также хорошо играл на гитаре. На некоторых альбомах ему также приписывают вокал или бэк-вокал, но без указания конкретных песен. Тэнди был правой рукой Джеффа Линна в студии и сотрудничал с Линн и Луисом Кларком, начиная с «Eldorado».

## Личная жизнь
Был дважды женат. В разное время проживал во Франции, США и Уэльсе.
Умер 1 мая 2024 года в возрасте 76 лет.